# Imanje Julije Felice
Kuća Julije Felice, koja se također naziva praedia (latinski imanje, ili zemlja) Julije Felice, veliki je rimski posjed na Via dell'Abbondanza u gradu Pompejima. Izvorno je to bila rezidencija Julije Felix, koja je njegove dijelove pretvorila u stanove dostupne za iznajmljivanje, a druge dijelove za javnu upotrebu nakon velikog potresa 62. godine, koji je prethodio erupciji Vezuva 79. godine, koja je uništila Pompeje.
Arheološka istraživanja započela su 1755. godine, a ostaci kuće Julije Felice mogu se posjetiti i danas.

## Pozadina
Imanje Julije Felice zauzimalo je cijelu insulu, ili blok zemlje, na vrhuncu njezina vlasništva i poslovanja. Nakon potresa 62. godine poslije Krista, preuredila ju je u luksuzne kupke i vrtove za javnu upotrebu, kao i stanove za iznajmljivanje.
Znanstvenici se ne slažu oko odrastanja Julije Felice i načina na koji je naslijedila novac potreban za izgradnju vile; neki vjeruju da je Julia Felice bila "niskorođena, Spuriusova nezakonita kćer", drugi vjeruju da je potjecala od carskih oslobođenika. Iznajmljivanjem svoje vile etablirala se kao vlasnica imanja, poslovna žena i javna osoba u Pompejima. Tijekom života Julije Felice primijenjeni su zakoni koji su ženama ograničavali posjedovanje imovine bez muškog skrbnika. Neke su Rimljanke mogle posjedovati zemlju i druge vrste imovine ako su bile neovisne o svojim očevima, muževima ili muškim skrbnicima. Ako su zakonski skrbnici bili potrebni, oni bi morali odobriti radnje koje uključuju prijenos ženske imovine. Elitne žene uspjele su zaobići potrebu za skrbnikom u posjedovanju imovine i prijenosu imovine.

## Arhitektura
Kuća Julije Felice bila je kombinacija unutarnjih i vanjskih prostora izgrađenih oko atrija, dvorišta u koja su se otvarale glavne prostorije, sa zatvorenim vrtovima i privatnim vodovodom; Dijelovi praedije dopuštali su unutarnje i vanjske prostore za sjedenje s freskama koje su prikazivale krajolike u slobodno vrijeme i vrtove.
Raskošnost arhitekture i kvaliteta uređenja ukazuju na to da su praedije bile namijenjene bogatijim i imućnijim kupcima.

## Unutar vile
Zidovi su još gotovo u potpunosti prekriveni freskama. Tablinum okrenut prema velikom vrtu na istoku mora da je bio spektakularan sa svojim osobito finim slikama, freskama četvrtog stila koje su se sastojale od dadoa naslikanih zelenim biljkama na crnoj pozadini, središnje zone crvenih i žutih ploča s vilama, svetištima i letećim likovima s nizom Apolona i muza i druga s frizom mrtve prirode.
Freske unutar kuće Julije Felice često su prikazivale male trgovce i životni stil svakodnevnih građana Pompeje.
Ljetni triklinij i kupke bili su neki od najekstravagantnijih aspekata kuće koje su koristili stanari. Blagovaonica je bila elegantna i gostoljubiva i poput onih najbogatijih građana Pompeja koji su posjedovali vile u prirodi i na obali i gledali na vrtove s malim bazenima i vodopadima.
Potpuno opremljene i elegantne kupke bile su namijenjene samo uglednim građanima Pompeja. Mora da su bila dobro korištena, budući da je većina javnih kupatila u Pompejima bila zatvorena zbog popravka nakon oštećenja uzrokovanih potresom 62. godine.
U velikom vrtu sa stražnje strane, voćke su bile zatvorene u velikim kvadratima oblikovanim niskim drvenim ogradama.

## Iskopavanja
Najranije poznato iskapanje bilo je 1755. pod vodstvom RJ de Alcubierrea i njegovog pomoćnika K. Webera i u biti je bilo potraga za blagom, usmjereno na vraćanje vrijednih predmeta i slika za zbirku kraljevske obitelji Bourbon u Portici. Prvi kostur Pompeja pronađen je ovdje 1748.
Zgrada je tada ponovno zakopana. Na sreću, Weber je nacrtao plan zgrade, označivši gdje su predmeti ili slike uklonjeni, što je neprocjenjivo za rekonstrukciju današnjih detalja dekoracije. Dijelovi vile otkriveni tijekom prvog iskapanja bili su taberna, luksuzne kupke i bogato ukrašene formalne vrtne blagovaonice.
Druga iskapanja tijekom 1912. – 1935. otkrila su svetište i pročelje zgrade, stranu koja gleda na Via dell'Abbondanza. Između 1998. – 1999. došlo se do nekih od najvažnijih otkrića; nimfej ili špilja nimfa s vodoskokom i triklinijem bila je modifikacija nakon potresa 62. godine.

## Vanjske poveznice
|  | Zajednički poslužitelj ima još gradiva o temi Imanje Julije Felice |